# Phygasia minuta
Phygasia minuta és una espècie de coleòpter polífag de la família dels crisomèlids. Va ser descrit per primera vegada l'any 2001 per Medvédev.